# Amtsgericht Eschwege

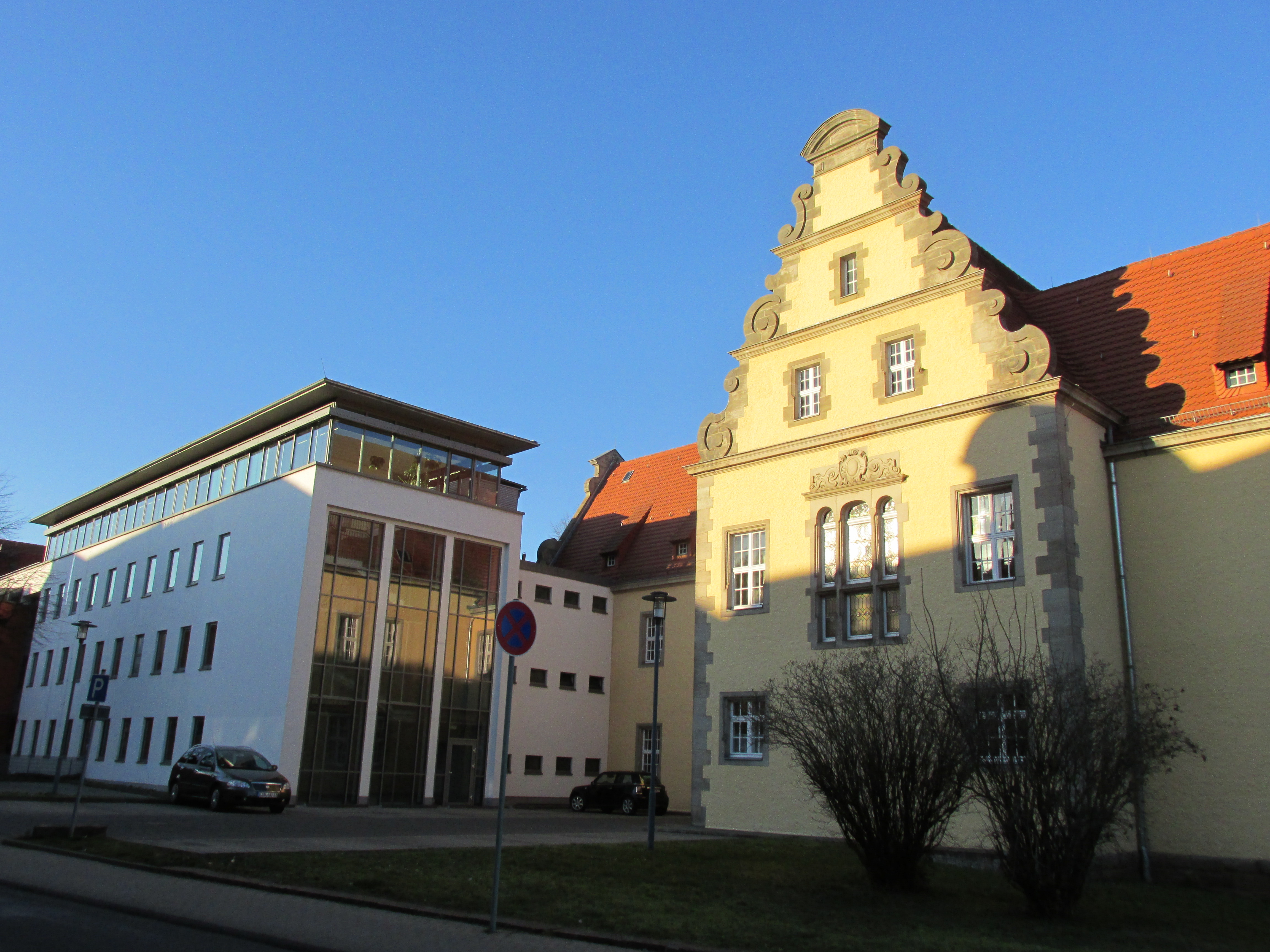
Neu- und Altbau des Amtsgerichts Eschwege (Foto von 2014)

Das Amtsgericht Eschwege (AG Eschwege) ist ein Gericht der ordentlichen Gerichtsbarkeit in Eschwege im Werra-Meißner-Kreis.

## Gerichtssitz und -bezirk

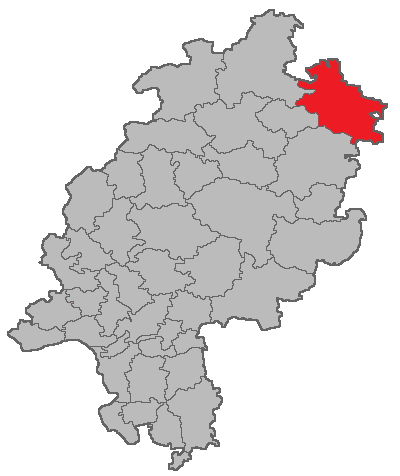
Lage des Amtsgerichtsbezirks Eschwege in Hessen

Der Sitz des Gerichtes ist in Eschwege in der Friedrich-Wilhelm-Straße 39. Der Gerichtsbezirk des Amtsgerichts Eschwege umfasst die Städte und Gemeinden Bad Sooden-Allendorf, Berkatal, Eschwege, Großalmerode, Herleshausen, Hessisch Lichtenau, Meinhard, Meißner, Neu-Eichenberg, Ringgau, Sontra, Waldkappel, Wanfried, Wehretal, Weißenborn und Witzenhausen (jeweils inklusive aller Stadt- und Ortsteile).

## Übergeordnete Gerichte
Dem AG Eschwege übergeordnet ist das Landgericht Kassel. Im weiteren Instanzenzug sind das Oberlandesgericht Frankfurt am Main sowie der Bundesgerichtshof übergeordnet.

## Geschichte
In Kurhessen erfolgte 1821 die Trennung der Rechtsprechung von der Verwaltung und für die Rechtsprechung wurden Justizämter, darunter die Justizämter Eschwege I und Eschwege II mit Sitz in Eschwege eingerichtet. Sie waren dem Obergericht für die Provinz Niederhessen zugeordnet. Mit der Annexion Kurhessens durch Preußen 1866, wurden in der neuen Provinz Hessen-Nassau Amtsgerichte eingerichtet. Die Justizämter in Eschwege wurde entsprechen in das Amtsgericht Eschwege umgewandelt. Dieses war dem Kreisgericht Kassel zugeordnet. Mit der Einführung der Reichsjustizgesetze entstanden 1879 reichsweit einheitlich Amtsgerichte. Das Amtsgericht Eschwege behielt damit seinen Namen und erhielt die neuen Funktionen. Es war nun eines der 34 Amtsgerichte im Bezirk des Landgerichtes Kassel. Am Gericht bestanden zwei Richterstellen. Es war damit ein mittelgroßes Amtsgericht im Landgerichtsbezirk. Sein Gerichtsbezirk umfasste den Kreis Eschwege ohne die Teile, die den Amtsgerichten Abterode, Bischhausen, Netra und Wanfried zugeordnet waren.
In Folge der Weltwirtschaftskrise wurden 60 Amtsgerichte auf Grund von Sparverordnungen aufgehoben. Mit der Verordnung über die Aufhebung von Amtsgerichten vom 30. Juli 1932 wurde die Amtsgerichte Abterode, Bischhausen, Netra und Wanfried zum 30. September 1932 aufgehoben und deren Sprengel auf benachbarte Amtsgerichte aufgeteilt. Das Amtsgericht Eschwege erhielt hierbei:
- vom Amtsgericht Abterode: die Landgemeinden Abterode, Germerode, Rodebach, Vockerode, Weidenhausen und Wellingerode
- vom Amtsgericht Bischhausen: die Stadtgemeinde Waldkappel und die Landgemeinden Bischhausen, Kirchhosbach, Oetmannshausen und Rechtebach
- vom Amtsgericht Netra: die Landgemeinden Altefeld, Datterode, Grandenborn, Lüderbach, Netra, Renda, Rittmannshausen und Röhrda
- und vom Amtsgericht Wanfried den ganzen Amtsgerichtsbezirk.[4]

## Amtsgerichtsgebäude
Das Amtsgericht war ursprünglich im Schloss untergebracht. Nachdem dieses zu klein geworden war, wurde ein eigenes Amtsgerichtsgebäude unter Leitung des königlichen Kreisbauinspektors Beherd und dessen Nachfolger, dem Baurat Trampe, erbaut. Dies ist der heutige Altbau. Der Altbau des Amtsgerichts wurde von 1905 bis 1907 in Formen der Neorenaissance mit mehreren Volutengiebeln errichtet und nimmt so Bezug auf das Schloss. Der hohe Sockel des Gebäudes besteht aus Haustein, darüber zeigt sich eine symmetrische Fenstergliederung. Im Querbau befindet sich in Werkstein gefasste geviertelte Sprossenfenster mit bekröntem Sturz. Den Abschluss der Ostfassade bildet eine markante turmartige Dachgaube. Das Gebäude steht aufgrund seiner geschichtlichen, künstlerischen und städtebaulichen Bedeutung unter Denkmalschutz. Es prägt gemeinsam mit dem gegenüberliegenden Schloss den Schlossplatz. Im Jahre 1958 wurde neben dem Altbau ein Neubau errichtet, der dem gewachsenen Platzbedarf Rechnung trug.